# Jarumeh Koto
Jarumeh Koto (Schreibvarianten: Jarume Koto) ist eine Ortschaft im westafrikanischen Staat Gambia.
Nach einer Berechnung für das Jahr 2013 leben dort etwa 1405 Einwohner, das Ergebnis der letzten veröffentlichten Volkszählung von 1993 betrug 1059.

## Geographie
Jarumeh Koto liegt in der Central River Region im Distrikt Sami der North Bank Road rund vier Kilometer nordwestlich von Lamin Koto.